# 馬邦舉
马邦举（?—?），山东鱼台人，马邦玉之弟。
嘉庆十年乙丑科（1805年）第三甲进士。道光十二年（1832年）曾任曹州府教授。能識伏羲之像。著《汉石经考略》2卷、《陕志陵墓考》1卷。